# Puressence
Puressence est un groupe de rock britannique constitué de quatre membres : James Mudriczki (chant), Lowell Killen (guitare), Kevin Matthews (basse) et Anthony Szuminski (percussions).

## Histoire
Le groupe se constitue en 1992, en jouant à Manchester pour le festival de la ville. En 1996, ils sortent leur premier album Puressence.
Le groupe joue devant plus de 1.200 personnes près de l'académie de Manchester en avril 2003 et continue à jouer tout l'été à l'occasion de différents festivals. Ensuite ils apparaissent dans différents pays et ce jusqu'à la fin de l'année. Puressence s'embarque en 2004 pour une série de petits concerts. Au cours des dernières années, ils ont signé sur trois compagnies de disque différentes.
Puressence est plus connu en Grèce où leurs concerts sont régulièrement donnés à guichets fermés, qu'au Royaume-Uni, leur pays d'origine.
Le groupe travaille actuellement à l'élaboration d'un DVD et d'un album live de leurs dates les plus récentes et les plus réussies des tournées en Grèce. Ils négocient actuellement pour signer sur un nouveau label indépendant basé à Londres.
À noter que leur chanson Walking Dead a été utilisée dans le 3e volet (Hitman contracts) de la série de jeux vidéo Hitman.

## Membres
- James Mudriczki : chant
- Lowell Killen : guitare
- Kevin Matthews : basse
- Anthony Szuminski : percussions

## Discographie
- Puressence (1996)
- Only Forever (1998)
- Anthology (1992-2000)
- Planet Helpless (2002)
- Don't Forget to Remember (2007)
- Sharpen up the Knives (2009)
- Solid State Recital (2011)